# Zona de Proteção Especial
Zona de Protecção Especial (ZPE) é uma determinada área de importância comunitária no território nacional, e em que se aplicam medidas necessárias para a manutenção ou restabelecimento do estado de conservação das populações das espécies de aves selvagens inscritas no anexo A-I do Decreto Lei nº 140/99, 24 de Abril e dos seus habitats (1).

## Finalidade
Estas Zonas de Protecção Especial enquadram-se na Directiva Aves (Directiva 79/409/CEE) da Rede Natura 2000.
Têm como objectivos fundamentais não só a conservação e protecção de todas as aves incluídas no anexo A-I do mesmo Decreto, de forma a garantir a sua sobrevivência e reprodução, mas também a conservação dos seu ovos, ninhos e habitats, assim com espécies de aves migratórias não referidas no mesmo anexo, mas cuja ocorrência do território nacional seja regular (2).

## ZPEs emPortugalContinental
No que diz respeito a Portugal Continental, o ICNB é o organismo responsável pela classificação das ZPEs. Existem, no território continental nacional, classificadas 42 ZPEs.

## ZPEs noArquipélago dos Açores
No arquipélago dos Açores foram classificadas 15 Zonas de Protecção Especial em todas as ilhas açorianas:
- Costa do Caldeirão na Ilha do Corvo;
- Costa Sul e Sudoeste e Costa Nordeste na Ilha das Flores;
- Caldeira e os Capelinhos na Ilha do Faial;
- Furnas de Santo António, as Lajes do Pico, a Ponta da Ilha e a zona central do Pico na Ilha do Pico;
- Ilhéu do Topo e costa adjacente na Ilha de São Jorge;
- Ilhéu de Baixo e o Ilhéu da Praia na Ilha Graciosa;
- Ilhéu das Cabras e a Ponta das Contendas na Ilha Terceira;
- Ilhéu da Vila e costa adjacente na Ilha de Santa Maria;
- Pico da Vara e a Ribeira do Guilherme na Ilha de São Miguel.

## ZPEs no Arquipélago daMadeira
No que diz respeito ao arquipélago da Madeira, existem 5 ZPEs classificadas:
- Laurissilva da Madeira;
- Maciço Montanhoso Central da Ilha da Madeira
- Ilhas Selvagens
- Ilhas Desertas
- Ponta de S. Lourenço